# Leucophenga pulcherrima
Leucophenga pulcherrima är en tvåvingeart som beskrevs av Patterson och Mainland 1944. Leucophenga pulcherrima ingår i släktet Leucophenga och familjen daggflugor. Inga underarter finns listade i Catalogue of Life.